# Hiệp ước Prüm
Hiệp ước Prüm (tiếng Pháp: Traité de Prüm), được ký kết vào ngày 19 tháng 9 năm 855, là hiệp ước thứ hai trong số các hiệp ước phân chia Đế quốc Carolingian. Khi Hoàng đế Lothair I sắp qua đời, ông đã chia vương quốc Trung Francia của mình cho ba người con trai.

## Bối cảnh
Từ năm 830, Lothair và các em trai của ông là Pepin I xứ Aquitaine (mất năm 838) và Ludwig Người Đức đã chiến đấu trong một số trận nội chiến triều đại chống lại cha của họ là Hoàng đế Louis Mộ đạo. Cái chết của hoàng đế vào năm 840 đã bắt đầu một cuộc tranh giành quyền thừa kế khác giữa ba người con trai còn sống của ông là Lothair I, Ludwig Người Đức và Charles Hói (con trai của cuộc hôn nhân thứ hai của Louis Mộ đạo). Lothair, con trai cả và đồng cai trị với cha mình là Hoàng đế La Mã Thần thánh từ năm 817, tuyên bố quyền lực tối cao nhưng bị lực lượng thống nhất của những người anh em của ông phủ nhận và đánh bại trong Trận Fontenoy (841).
Hoàng đế Lothair cuối cùng đã phải nhượng bộ sức mạnh vượt trội của Ludwig Người Đức và Charles Hói, những người đã xác nhận hiệp ước của họ bằng Lời thề Strasbourg. Ông kết thúc cuộc chiến và vào tháng 8 năm 843, ký Hiệp ước Verdun với các em trai của mình. Kết quả của hiệp ước này là đế chế của Louis Mộ đạo ("Francia") đã chính thức bị chia cắt giữa 3 người con trai còn sống sót của ông: Ludwig Người Đức nhận các vùng đất ở phía Đông sông Rhein và sông Aare ("Đông Francia"), Charles Hói nhận được các lãnh thổ phía Tây Scheldt, Meuse, Saône và Rhône ("Tây Francia"), trong khi Lothair giữ lại các vùng đất liền kề từ Frisia đến bán đảo Ý, bao gồm các thành phố Aachen và Rome ("Trung Francia" hoặc Lotharii Regnum), và danh hiệu Hoàng đế La Mã Thần thánh.
Mặc dù các nhà cai trị Carolingian nhấn mạnh ý tưởng về một đế chế thống nhất, sự tan rã dần dần bằng cách chia quyền thừa kế vẫn tiếp tục. Chủ yếu là vương quốc Trung Frankish của Lothair kết hợp những đường biên giới dài và dễ bị tổn thương với hệ thống liên lạc nội bộ kém. Bị tàn phá bởi các cuộc đột kích của người Viking ở phía Bắc và các cuộc xâm lược của người Hồi giáo ở phía Nam, nó không còn là một thực thể tồn tại và sớm bị phân mảnh.

## Literature
- Deanesly, Margaret. A History of Early Medieval Europe. Taylor & Francis, 1963